# Vu Tien-ming
Vu Tien-ming (hagyományos kínai: 吳天明, egyszerűsített kínai: 吴天明, pinjin: Wú Tiānmíng, magyaros átírás szerint: Vu Tien-ming, Senhszi, 1939. október 19. – Peking, 2014. március 4.) kínai producer és filmrendező, a kínai filmművészet 1960-as-1980-as évek negyedik generációs rendezőinek egyike.

## Karrier
Vu Tien-ming a Pekingi Filmakadémia végzőseként tanulta meg a rendezői szakmát. Első munkája, mely ismertté tette nevét, a Teng Wenjivel közösen rendezett The Thrill of Life. Későbbi önálló filmje, a The River without Buoys kivívta a közönség és a szakma elismerését is. 1984-es Life című alkotása, mely az irodalmi díjnyertes Lu Yao azonos című regényéből készült, egy Vu munkásságára jellemző alkotás . A Golden Rooster-díjat nyert The King of Masks és az Old Well Vu művészi alkotásainak csúcspontjai. Vu filmjeinek szereplői mindig mély érzelmekkel teliek, szeretetet és szenvedélyt mutatnak mind az emberek, mind a szülőföld iránt.

## Filmjei

### Rendezőként
| Év   | Cím                    | Eredeti cím    |                                                          |
| ---- | ---------------------- | -------------- | -------------------------------------------------------- |
| 1979 | Reverberations of Life | 生活的颤音     |                                                          |
| 1980 | Kith and Kin           | 亲缘           |                                                          |
| 1984 | River Without Buoys    | 没有航标的河流 |                                                          |
| 1984 | Élet                   | 人生           |                                                          |
| 1986 | Old Well               | 老井           | Golden Rooster-díjnyertes a legjobb rendező kategóriában |
| 1996 | The King of Masks      | 变脸           | Golden Rooster-díjnyertes a legjobb rendező kategóriában |
| 1998 | An Unusual Love        | 世界           |                                                          |
| 2002 | C.E.O.                 |                |                                                          |

### Producerként
| Év   | Cím                       | Eredeti cím | Rendező           |                                                       |
| ---- | ------------------------- | ----------- | ----------------- | ----------------------------------------------------- |
| 1985 | The Black Cannon Incident | 黑炮事件    | Huang Jianxin     |                                                       |
| 1986 | A lótolvaj                | 盗马贼      | Tian Zhuangzhuang |                                                       |
| 1987 | Vörös cirokmező           | 紅高梁      | Zhang Yimou       | Golden Rooster-díjnyertes a legjobb film kategóriában |
| 2007 | Mr. Cinema                | 老港正传    | Samson Chiu       |                                                       |